# Galenia cymosa
Galenia cymosa är en isörtsväxtart som beskrevs av Robert Stephen Adamson. Galenia cymosa ingår i släktet galenior, och familjen isörtsväxter. Inga underarter finns listade i Catalogue of Life.